# Андроник, Георге Николаевич
Георге (Георгий) Николаевич Андроник (рум. Gheorghe Andronic; 25 сентября 1991, Кишинёв) — молдавский футболист, полузащитник. Выступал за сборную Молдовы.

## Клубная карьера
Во взрослом футболе дебютировал в 2009 году за команду «Зимбру», в которой провёл один сезон, приняв участие в 23 матчах чемпионата забил 5 голов.
Затем выступал за хорватский клуб «Локомотива».
С 2011 по 2013 года играл в составе шведских команд — «Вернаму» и «Дегерфорс», а также на родине за «Зимбру».
В состав клуба «Милсами» присоединился в 2013 году, сыграв 111 матчей в национальном чемпионате.

## Карьера в сборной
С 2009 года по 2011 года привлекался в состав молодёжной сборной Молдовы. На молодёжном уровне сыграл 8 матчей и забил 2 гола.
В 2011 году дебютировал в официальных матчах в составе национальной сборной Молдовы, сыграв 10 матчей, которых забил 1 гол.

## Достижения
- Чемпион Молдовы: 2014/15

## Семья
Отец — Николай, привёл Георге в футбол. Старший брат — Олег, двоюродные братья — Валерий Андроник и Игорь Андроник.